# Glücks-Peter
Glücks-Peter (dänisch Lykke-Peer) ist der fünfte und letzte Roman des dänischen Schriftstellers Hans Christian Andersen. Er ist 1870 erschienen.
Das Werk basiert auf Motiven des Märchens Hans im Glück (dän. Lykkehans), das als Bestandteil der Sammlung der Kinder- und Hausmärchen der Brüder Grimm in Dänemark erstmals im Jahre 1821 veröffentlicht worden war.

## Inhalt
Am selben Tag und im selben Haus werden zwei Knaben geboren – der eine in der Beletage als Sohn eines reichen Großkaufmanns, der andere in der Dachkammer als Sohn einer armen Magd. Während dem reichen Kind Felix sein Glück ohne eigenes Verdienst in den Schoß fällt, ist der arme Peter durch seine Talente gesegnet. Doch schon bevor er seine Verdienste beweisen kann, fällt ihm das Glück wie von selbst zu. Zunächst erhält er die Gelegenheit, als Balletttänzer Theatererfahrung machen zu können, später erhält er Gesangsausbildung. Als Peter in den Stimmbruch kommt, wird er von einem Gönner, der sein Talent erkannt hat, für zwei Jahre an eine Privatschule in der Provinz geschickt, damit er dort eine Ausbildung erhält. Auch hier bewährt er sich gut. Durch eine erste sehnsüchtige Liebe fällt er in eine psychisch bedingte fieberhafte Krise. Nachdem seine Stimme wieder zurückgekehrt ist, wird er von seinem Gönner in der Hauptstadt an die Oper geholt, wo Peter große Erfolge feiert und in die gute Gesellschaft aufgenommen wird. Doch hier erwacht sein Wunsch, nun auch selbst eine Oper zu schreiben, da erste Kompositionsversuche sehr vielversprechend verlaufen. Er schreibt die Oper Aladdin, die auch tatsächlich aufgeführt wird. Nicht nur die Musik und das Libretto stammen von ihm, er singt auch die Hauptrolle selbst. Die Premiere wird ein triumphaler Erfolg. Im Augenblick seines höchsten Glücks, während der Beifallsstürme des Publikums nach der Aufführung, stirbt Peter noch auf der Bühne.

## Über das Buch
Die Geschichte vom Glücks-Peter, die autobiographische Züge des Autors trägt, war ursprünglich als Märchen konzipiert, wie aus einer Tagebucheintragung vom 29. April 1870 hervorgeht. Der kurze Roman, der manchmal auch als Erzählung bezeichnet wurde, trägt viele idyllische und märchenhafte Züge. Der Aufstieg des armen Knaben Peter wird in verklärender Art, ohne Brüche oder Krisen, geradlinig und schicksalhaft geschildert. Lediglich einige satirische Unterwanderungen der Motive und die sprachliche Meisterschaft verhindern ein Abgleiten ins allzu Süßlich-Sentimentale. In der Rückschau auf sein Leben stellte Andersen aber eben fest, dass sich alles bei ihm künstlerisch zum Besten gefügt habe. Wie ihm selbst bleibt auch Peter lediglich das Glück in der menschlichen Liebe versagt.

## Rezeption
Noch während der Entstehung des Romans las Andersen einem kleinen auserwählten Kreis von Zuhörern die eben geschriebenen Passagen vor und hörte von ihnen erste Reaktionen. Dieser erste Zuhörerkreis lobte das Werk. Johanne Luise Heiberg freute sich über die Wiederkehr des Märchentons bei Andersen, Henrik Ibsen fand die Dichtung poetisch und Henrik Nielsen meinte, mit dem Glücks-Peter habe Andersen eine neue Synthese von Märchen und Roman geschaffen. Auf Kritik stieß nach dem Erscheinen des Buches die Schilderung der mühelosen künstlerischen Karriere des Protagonisten und sein plötzlicher Tod. Frederik Winkel-Horn meinte in seiner Rezension, Peters Tod sei eine unangenehme Überraschung und hindere ihn an der vollen Ausschöpfung seines Talents. Carl Rosenberg schrieb, er vermisse die Seelenkämpfe, in deren Verlauf sich erst der Charakter entwickle, und fragt sich am Ende, was uns diese Geschichte eigentlich angehe.
Henrik Pontoppidans literarisches Hauptwerk, der Roman Hans im Glück (1898–1904, Originaltitel Lykke-Per), verdankt Andersens kleinem Roman nicht nur seinen Titel, sondern bildet auch eine kritische Auseinandersetzung damit.

## Ausgaben
- Hans Christian Andersen: Lykke-Peer. Kopenhagen 1870 (eingeschränkte Vorschau in der Google-Buchsuche).
- Hans Christian Andersen: Romaner og rejseskildringer. 7 Bände. Kopenhagen 1943–44

## Übersetzungen
- Der Glücks-Peter. Eine Erzählung; in: Gesammelte Werke Band 49. Johann Friedrich Hartknoch, Leipzig 1871
- Glückspeter. Mit Bildern von Paula Max. Phoebus-Verlag, München 1920
- Glückspeter. Mit Scherenschnitten von Alfred Thon. Axel Juncker Verlag, Berlin 1920 (Neuauflage Insel-Verlag, Frankfurt am Main 1982)
- Der Glückspeter. Erzählung. Ü.: Marie Fiesel. Hendel, Halle um 1920
- Glückspeter. Ü.: Marie von Borch. Reclam, Leipzig 1945